# Live: Right Here, Right Now
Live: Right Here, Right Now (с англ. — «Живи: Прямо Здесь, Прямо Сейчас») — первый концертный альбом группы Van Halen, изданный 23 февраля 1993 года на лейбле Warner Bros..

## Об альбоме
Это единственный концертный альбом группы с участием Сэмми Хагара.
Альбом объединяет песни, исполненные в течение двух ночей в мае 1992 года на арене Selland Arena во Фресно, Калифорния. Большинство песен на этом альбоме были записаны в первый вечер, например Соло в исполнении Эдди Ван Халена и Сэмми Хагара. Существует много споров о том, были ли песни на этом альбоме подделаны в студии, поскольку оригинальная трансляция этих песен из Кабо-Вабо в 1992 году была гораздо более грубой, несмешанной и звучала более правдиво для живого звучания группы, чем запись, которая в конечном итоге была выпущена.
Альбом содержал только четыре песни эпохи Дэвида Ли Рота (включая аранжировку Van Halen «You Really Got Me» от The Kinks) и две песни из сольных лет Сэмми Хагара. Он также включал драм-н-бейс соло и кавер-версию песни The Who. Как и во всех турах с Хагаром, группа сосредоточилась на песнях из нового альбома, сольном материале Хагара и каверах на протяжении всего тура. Последний альбом For Unlawful Carnal Knowledge представлен очень хорошо, с десятью из одиннадцати песен, первоначально представленных на этом альбоме. («The Dream is Over» был единственным треком, не вошедшим в альбом. Хотя он был включён в DVD-релиз.)

## Список композиций
Слова и музыка всех песен — Эдди Ван Хален, Алекс Ван Хален, Сэмми Хагар и Майкл Энтони, кроме указанных иначе.
| №                   | Название                                   | Автор(ы)                                          | Оригинальный Альбом (год)            | Длительность |
| ------------------- | ------------------------------------------ | ------------------------------------------------- | ------------------------------------ | ------------ |
| 1.                  | «Poundcake»                                |                                                   | For Unlawful Carnal Knowledge (1991) | 5:28         |
| 2.                  | «Judgement Day»                            |                                                   | For Unlawful Carnal Knowledge (1991) | 4:52         |
| 3.                  | «When It’s Love»                           |                                                   | OU812 (1988)                         | 5:22         |
| 4.                  | «Spanked»                                  |                                                   | For Unlawful Carnal Knowledge (1991) | 5:08         |
| 5.                  | «Ain’t Talkin’ ’bout Love»                 | Э. Ван Хален, А. Ван Хален, Дэвид Ли Рот и Энтони | Van Halen (1978)                     | 4:37         |
| 6.                  | «In 'n' Out»                               |                                                   | For Unlawful Carnal Knowledge (1991) | 6:21         |
| 7.                  | «Dreams»                                   |                                                   | 5150 (1986)                          | 4:49         |
| 8.                  | «Man on a Mission»                         |                                                   | For Unlawful Carnal Knowledge (1991) | 4:50         |
| 9.                  | «Ultra Bass» (Бассовое соло Майкла Энтони) |                                                   |                                      | 5:15         |
| 10.                 | «Pleasure Dome/Drum Solo»                  |                                                   | For Unlawful Carnal Knowledge (1991) | 9:38         |
| 11.                 | «Panama»                                   | Э. Ван Хален, А. Ван Хален, Рот и Энтони          | 1984 (1984)                          | 6:39         |
| 12.                 | «Love Walks In»                            |                                                   | 5150 (1986)                          | 5:14         |
| 13.                 | «Runaround»                                |                                                   | For Unlawful Carnal Knowledge (1991) | 5:21         |
| Общая длительность: | Общая длительность:                        | Общая длительность:                               | Общая длительность:                  | 73:34        |

| №                   | Название                      | Автор(ы)                                             | Оригинальный Альбом (год)            | Длительность |
| ------------------- | ----------------------------- | ---------------------------------------------------- | ------------------------------------ | ------------ |
| 1.                  | «Right Now»                   |                                                      | For Unlawful Carnal Knowledge (1991) | 6:13         |
| 2.                  | «One Way to Rock»             | Хагар                                                | Standing Hampton (1981)              | 4:58         |
| 3.                  | «Why Can’t This Be Love»      |                                                      | 5150 (1986)                          | 5:22         |
| 4.                  | «Give to Live»                | Хагар                                                | I Never Said Goodbye (1987)          | 5:39         |
| 5.                  | «Finish What Ya Started»      |                                                      | OU812 (1988)                         | 5:50         |
| 6.                  | «Best of Both Worlds»         |                                                      | 5150 (1986)                          | 5:00         |
| 7.                  | «316»                         |                                                      | For Unlawful Carnal Knowledge (1991) | 11:37        |
| 8.                  | «You Really Got Me/Cabo Wabo» | Рей Дэвис/Э. Ван Хален, А. Ван Хален, Хагар и Энтони | Van Halen (1978)/OU812 (1988)        | 7:58         |
| 9.                  | «Won’t Get Fooled Again»      | Пит Таунсенд                                         |                                      | 5:41         |
| 10.                 | «Jump»                        | Э. Ван Хален, А. Ван Хален, Рот и Энтони             | 1984 (1984)                          | 4:26         |
| 11.                 | «Top of the World»            |                                                      | For Unlawful Carnal Knowledge (1991) | 4:59         |
| Общая длительность: | Общая длительность:           | Общая длительность:                                  | Общая длительность:                  | 67:43        |

В немецкую и японскую версии альбома, а также в «Van Halen Box: 1986—1993» (доступен только в Японии) входит бонус-диск, который включает в себя би-сайды к синглу "Jump (live)".
| №                   | Название                                                                        | Автор(ы)            | Оригинальный Альбом (год)   | Длительность |
| ------------------- | ------------------------------------------------------------------------------- | ------------------- | --------------------------- | ------------ |
| 1.                  | «Eagles Fly» (появляется на видео-альбоме Live: Right Here, Right Now)          | Хагар               | I Never Said Goodbye (1987) | 6:03         |
| 2.                  | «Mine All Mine» (записано в Токио 2 февраля 1989 года в рамках тура OU812 Tour) |                     | OU812 (1988)                | 5:27         |
| Общая длительность: | Общая длительность:                                                             | Общая длительность: | Общая длительность:         | 11:30        |

## Домашнее видео
Об альбоме
Эти кадры были сняты 15 камерами в течение двух ночей, 14 и 15 мая 1992 года, и смешаны вместе редактором Митчеллом Синовеем, причём основная часть отснятого материала и музыки поступила со второй ночи. DVD-это односторонний, но двухслойный формат, работающий примерно 120 минут. Единственные немузыкальные элементы — это дополнительные субтитры или закрытые субтитры (DVD) плюс краткий клип каждого исполнителя (не на концерте), говорящий о музыке в целом. 15 песен здесь были частью 27 записей с живого двойного CD-альбома с добавлением двух песен, которые не были включены в аудиоальбом: «The Dream Is Over» и «Eagles Fly».
Список композиций
1. Poundcake — 5:28
2. Judgement Day — 4:52
3. Man on a Mission — 4:49
4. When It's Love — 5:22
5. In 'n' Out — 6:20
6. Right Now — 6:13
7. Ultra Bass — 5:15
8. Pleasure Dome / Drum соло— 9:38
9. Spanked — 5:08
10. Runaround — 5:21
11. Finish What Ya Started — 5:50
12. Eagles Fly — 6:03
13. 316 — 11:37
14. You Really Got Me / Cabo Wabo — 7:58 — Рэй Дэвис, Сэмми Хагар, Эдвард Ван Хален, Майкл Энтони, Алекс Ван Хален
15. The Dream Is Over
16. Jump — 4:26 — Дэвид Ли Рот, Эдвард Ван Хален, Майкл Энтони, Алекс Ван Хален
17. Top of the World — 4:59

## Участники записи
Van Halen
- Сэмми Хагар — вокал, ритм-гитара, соло-гитара
- Эдди Ван Хален — соло-гитара, бэк-вокал
- Майкл Энтони — бас-гитара, бэк-вокал
- Алекс Ван Хален — ударные

Приглашённый персонал
- Алан Фицджеральд — клавишные, бэк-вокал (за кулисами, приписывается как «Технология клавиатуры Эдди»)

Продюсирование
- продюсеры — Van Halen, Энди Джонс
- звукорежиссёр — Энди Джонс
- ассистент звукорежиссёра — Рейл Джон Рогут
- арт-директор — Джери Хайден
- дизайн — Лин Брэдли,Джери Хайден
- фотограф — Дэвид Грэм, Джон Халперн, Марк Селигер